# Otto Engelbrecht

Otto Engelbrecht

Otto Engelbrecht (* 7. Juni 1896 in Murnau; † 17. November 1970 in Hausham) war ein deutscher Politiker (NSDAP).

## Leben und Wirken
Nach dem Besuch der Volksschule und der Realschule erlernte Otto Engelbrecht den Beruf des Kaufmanns. Von 1914 bis 1918 nahm er als Kriegsfreiwilliger am Ersten Weltkrieg teil, in dem er verletzt wurde. Unmittelbar nach dem Krieg begann Engelbrecht, sich in Kreisen der politischen Rechten zu engagieren: 1918/1919 war er Mitglied der Thulegesellschaft. Außerdem schloss er sich dem Freikorps Epp an, mit dem er sich an der Zerschlagung der Münchner Räterepublik beteiligte. 1920 kämpfte er mit dem Freikorps Oberland gegen die kommunistischen Erhebungen während des Ruhraufstandes.
1923 trat Engelbrecht in die NSDAP ein. Am 9. November 1923 nahm er am gescheiterten Hitler-Ludendorff-Putsch teil. Nach der Wiederzulassung der NSDAP im Frühjahr 1925 schloss Engelbrecht sich dieser erneut zum 9. März 1926 an (Mitgliedsnummer 31.801). Bereits von 1925 bis 1927 fungierte er als Ortsgruppenleiter in Murnau, dann von 1927 bis 1930 als Bezirksleiter und schließlich ab 1930 als Kreisleiter der NSDAP. 1931 war Engelbrecht der Hauptangeklagte im Murnauer Saalschlachtprozess. 1933 übernahm er das Amt eines Sonderbeauftragten der Partei im Bezirksamt Weilheim und war ab 1934 Organisationsleiter der Nationalsozialistischen Kriegsopferversorgung (NSKOV). Ab 1936 war er Vertreter des Reichskriegsopferführers im Hauptamt für Kriegsopfer bei der Reichsleitung der NSDAP. Bei der NSKOV selbst war er wiederum Amtsleiter. 
In seiner Funktion als Hauptstellenleiter der NSKOV kandidierte er auf dem Wahlvorschlag der NSDAP auf dem Listenplatz Nr. 213 bei der Reichstagswahl am 29. März 1936. Engelbrecht wurde jedoch nicht in den nationalsozialistischen Reichstag gewählt.
Am 9. Dezember 1938 trat Engelbrecht im Nachrückverfahren für den verstorbenen Abgeordneten Lindenfels als Abgeordneter in den nationalsozialistischen Reichstag ein, dem er bis zum Ende der NS-Herrschaft im Frühjahr 1945 als Vertreter des Wahlkreises 3 (Berlin Ost) angehörte.